# Robert Dean
Robert Orel Dean (2. března 1929 – 11. října 2018), též známý jako Bob Dean, byl výkonný hlavní rotmistr (Command Sergeant Major) americké armády, který se stal významným člověkem v ufologických kruzích poté, co prohlásil, že viděl přísně tajný dokument "Cosmic Top Secret", který detailně popisuje aktivity mimozemšťanů na Zemi. Přednášel pak o UFO po celém světě a byl vnímán jako "šedá eminence UFO komunity".
Dean vystupoval mnohokrát v rozhlase i v televizních dokumentech a přednášel na konferencích zaměřených na UFO a mimozemský život. Dean byl též známý tím, že úspěšně žaloval svého zaměstnavatele na základě antidiskriminačního zákona své země, protože s ním jeho zaměstnavatel zacházel nečestně díky jeho víře v UFO.

## Život
Dean vystudoval starověkou historii, psychologii a filosofii na Indiana University, dokončil rozsáhlá studia archeologie a teologie a byl držitelem magisterského titulu v bezpečnostním managementu.
Dean sloužil v armádě údajně 27 let. Byl údajně nasazen jako podporučík americké armády v korejské válce. Dean prohlásil, že byl v roce 1963 přidělen k projektu SHAPE (Supreme Headquarters Allied Powers Europe – Nejvyšší velitelství spojeneckých sil Evropy), které se v té době nacházelo blízko Paříže (později mělo být přesunuto do Moons, Belgie). Tato sdělení nebyla nikdy nikým potvrzena, což je základní rozpor v jeho služebních záznamech – začít v korejské válce jako podporučík a skončit jako výkonný hlavní rotmistr (Command Sergeant Major) by znamenalo snížení hodnosti. Podporučík je "aktivní důstojník", zatímco Command Sergeant Major je "neaktivní důstojník". A co jeho DD-214?[ujasnit]
Existuje člověk, který o sobě tvrdí, že je historikem SHAPE. Ten potvrdil, že Dean byl zaměstnán v SHAPE v době, ve které měl údajně vidět tajné dokumenty. Nicméně konkrétní data a hodnot se zjistit nepodařilo. Tento historik též tvrdí, že důkladný výzkum v dané věci nepřinesl nic významného.